# Escuela de Ingeniería Thayer
La Escuela de Ingeniería Thayer de Dartmouth (conocida también como Dartmouth Engineering) es la escuela de ingeniería del Dartmouth College, una universidad privada de investigación en Hanover, New Hampshire, Estados Unidos. Se encuentra ubicada en un complejo de tres edificios a lo largo del río Connecticut en el campus de Dartmouth, y ofrece títulos de pregrado, maestría y doctorado en ciencias de la ingeniería, y tiene asociaciones con otras universidades de artes liberales en todo Estados Unidos para ofrecer títulos duales. La escuela se estableció en 1867 con fondos del exalumno de Dartmouth Sylvanus Thayer , también conocido por su trabajo en el establecimiento del plan de estudios de ingeniería en la Academia Militar de los Estados Unidos en West Point, Nueva York .
En 2016, Dartmouth Engineering se convirtió en una de las primeras universidades nacionales de investigación integrales de los EE. UU., donde más del 50 por ciento de la clase que se graduó de ingeniería eran mujeres.
La Escuela de Ingeniería Thayer debe su nombre al coronel y brigadier Sylvanus Thayer, exalumno del Dartmouth College de la generación de 1807, quien desarrolló un extenso plan de estudios de ingeniería en la Academia Militar de los Estados Unidos de West Point como ninguna otra en Estados Unidos en ese momento y fue conocido como el "Padre de West Point" por sus 16 años de superintendencia y liderazgo en la academia.